# خولیو لوسادا
خولیو لوسادا (اسپانیایی: Julio Losada‎؛ زادهٔ ۱۶ ژوئن ۱۹۵۰) بازیکن فوتبال اهل اروگوئه بود.
از باشگاه‌هایی که در آن بازی کرده‌است می‌توان به باشگاه فوتبال المپیاکوس و باشگاه فوتبال پنیارول اشاره کرد.
وی همچنین در تیم ملی فوتبال اروگوئه بازی کرده‌است.